# Vuelta a Andalucía 1999
La 45ª edición de la Vuelta a Andalucía se disputó entre el 14 y el 18 de febrero de 1999 con un recorrido de 784,20 km dividido en cinco etapas, con inicio en Almería y final en Granada. 
El vencedor, el español Javier Pascual Rodríguez, cubrió la prueba a una velocidad media de 38,708 km/h, la clasificación de la regularidad fue para el belga Jo Planckaert, mientras que el italiano Paolo Bettini se hizo con la clasificación de la montaña y el australiano Robbie McEwen la de metas volantes.

## Etapas
| Etapa | Fecha         | Recorrido                  | Km | Ganador de la etapa |
| 1ª    | 14 de febrero | Almería - Almería          |    | Tom Steels          |
| 2ª    | 15 de febrero | Castell de Ferro - Málaga  |    | Santiago Botero     |
| 3ª    | 16 de febrero | Benalmádena - Puente Genil |    | Michele Bartoli     |
| 4ª    | 17 de febrero | Lucena - Jaén              |    | Frank Vandenbroucke |
| 5ª    | 18 de febrero | Úbeda - Granada            |    | Tom Steels          |